# Sabnie (gmina)
Sabnie – gmina wiejska w województwie mazowieckim, w powiecie sokołowskim. W latach 1975–1998 gmina położona była w województwie siedleckim.
Siedziba gminy to Sabnie.
Według danych z 30 czerwca 2004 gminę zamieszkiwało 4040 osób.

## Struktura powierzchni
Według danych z roku 2002 gmina Sabnie ma obszar 107,92 km², w tym:
- użytki rolne: 74%
- użytki leśne: 21%

Gmina stanowi 9,54% powierzchni powiatu.

## Demografia
Dane z 30 czerwca 2004:
| Opis                              | Ogółem | Ogółem | Kobiety | Kobiety | Mężczyźni | Mężczyźni |
| --------------------------------- | ------ | ------ | ------- | ------- | --------- | --------- |
| jednostka                         | osób   | %      | osób    | %       | osób      | %         |
| populacja                         | 4040   | 100    | 2011    | 49,8    | 2029      | 50,2      |
| gęstość zaludnienia (mieszk./km²) | 37,4   | 37,4   | 18,6    | 18,6    | 18,8      | 18,8      |

- Piramida wieku mieszkańców gminy Sabnie w 2014 roku[6]

## Historia
Teren Podlasia, na którym leży obszar gminy Sabnie, należał w średniowieczu do Polski (do 1041), następnie do Rusi (1041–1323) i później do Litwy (1323–1569), z przerwą w latach 1391–1394, kiedy to Podlasie na krótko wróciło pod panowanie książąt mazowieckich.
W 1520 utworzono województwo podlaskie z siedzibą w Drohiczynie, w granicach którego znalazł się teren gminy Sabnie. Na podstawie unii lubelskiej z 1569 województwo podlaskie włączono do Korony. Przynależność administracyjna współczesnych terenów gminy do województwa podlaskiego utrzymała się do czasu III rozbioru Polski, kiedy tereny gminy weszły w skład zaboru austriackiego jako Galicja Zachodnia. Teren został podzielony na cyrkuły i okręgi. Obszar gminy Sabnie należał wtedy do cyrkułu siedleckiego.
W 1809 po klęsce Austrii tereny stały się integralną częścią Księstwa Warszawskiego, wchodząc w skład utworzonego departamentu siedleckiego. Po upadku Księstwa Warszawskiego w początkach 1815 i przejściowej okupacji rosyjskiej obszar gminy znalazł się w obrębie Królestwa Polskiego.
Po upadku powstania listopadowego w 1831 nastąpiło ograniczenie autonomii Królestwa. Administracyjnie obszar ten przez cały XIX wiek z wyjątkiem lat 1845–1866 należał do województwa podlaskiego, potem do guberni podlaskiej, a od 1867 do guberni siedleckiej. Po jej zlikwidowaniu w 1911 obszar włączono do guberni lubelskiej. Podział taki utrzymał się do 1918, czyli do czasu odzyskania niepodległości. Od tego czasu teren gminy wszedł w skład województwa lubelskiego. W wyniku zmiany granic niektórych województw, jakiej dokonano w latach 1938–1939, z dniem 31 marca 1939 powiat sokołowski wraz z terenem obecnej gminy Sabnie włączono do województwa warszawskiego.
W czasie II wojny światowej okupanci podzielili Generalne Gubernatorstwo na dystrykty. Powiat sokołowski wszedł w skład dystryktu warszawskiego. Po wojnie wrócił podział na województwa i powiaty. W grudniu 1954 nastąpił podział administracyjny i gmina Sabnie została podzielona na cztery gromady: Sabnie, Nieciecz Włość, Suchodół, Kurowice.
Z dniem 1 grudnia 1972 reaktywowano gminę Sabnie. Po reformie administracyjnej kraju wprowadzonej 1 czerwca 1975 gmina znalazła się w województwie siedleckim. 1 stycznia 1999 wprowadzono kolejną reformę administracyjną kraju. Gmina Sabnie weszła w skład województwa mazowieckiego i powiatu sokołowskiego.
3 maja 2000 Rada Gminy na nadzwyczajnej sesji podjęła uchwałę o nadaniu gminie Sabnie herbu i flagi. 7 maja 2000 odbyły się uroczystości podczas których Ksiądz Biskup Antoni Dydycz poświęcił symbole gminy.

## Zabytki
- grodzisko w Niewiadomej z XI w.
- zespół dworski w Kupientynie
- zespół dworski w Grodzisku
- zespół dworski w Kurowicach

## Kościoły
- Trójcy Przenajświętszej w Grodzisku
- parafia Niepokalanego Poczęcia NMP w Niecieczy Włościańskiej
- parafia Najświętszego Zbawiciela w Zembrowie

## Edukacja
- Zespół Szkół Publicznych w Sabniach
  - Publiczne Gimnazjum im. Heleny Mniszek w Sabniach
  - Publiczna Szkoła Podstawowa im. Heleny Mniszek w Sabniach
  - Gminne Przedszkole w Sabniach z filiami w Zembrowie i Kupientynie
- Szkoła Podstawowa im. Armii Krajowej w Niecieczy Włościańskiej
- Szkoła Podstawowa w Zembrowie

## Zbiornik Niewiadoma
Na terenie gminy Sabnie, na gruntach wsi Niewiadoma, Nieciecz Włościańska, Kupientyn-Kolonia i Kupientyn na rzece Cetynii w latach 2010–2013 wybudowano Zbiornik Niewiadoma.

## Sołectwa
Chmielnik
, Grodzisk
, Hilarów
, Hołowienki
, Kolonia Hołowienki
, Kolonia Kurowice
, Kostki-Pieńki (Pieńki Suchodolskie)
, Kupientyn
, Kupientyn-Kolonia
, Kurowice
, Nieciecz-Dwór
, Nieciecz Włościańska
, Niewiadoma
, Sabnie
, Stasin
, Suchodół (Suchodół Włościański, Suchodół Szlachecki, Klepki)
, Tchórznica Szlachecka
, Tchórznica Włościańska
, Wymysły
, Zembrów
Pozostałe miejscowości podstawowe to Emilin, Jadwisin i Podsuchodół.

## Sąsiednie gminy
Jabłonna Lacka, Kosów Lacki, Repki, Sokołów Podlaski, Sterdyń